# Reaktionshastighet

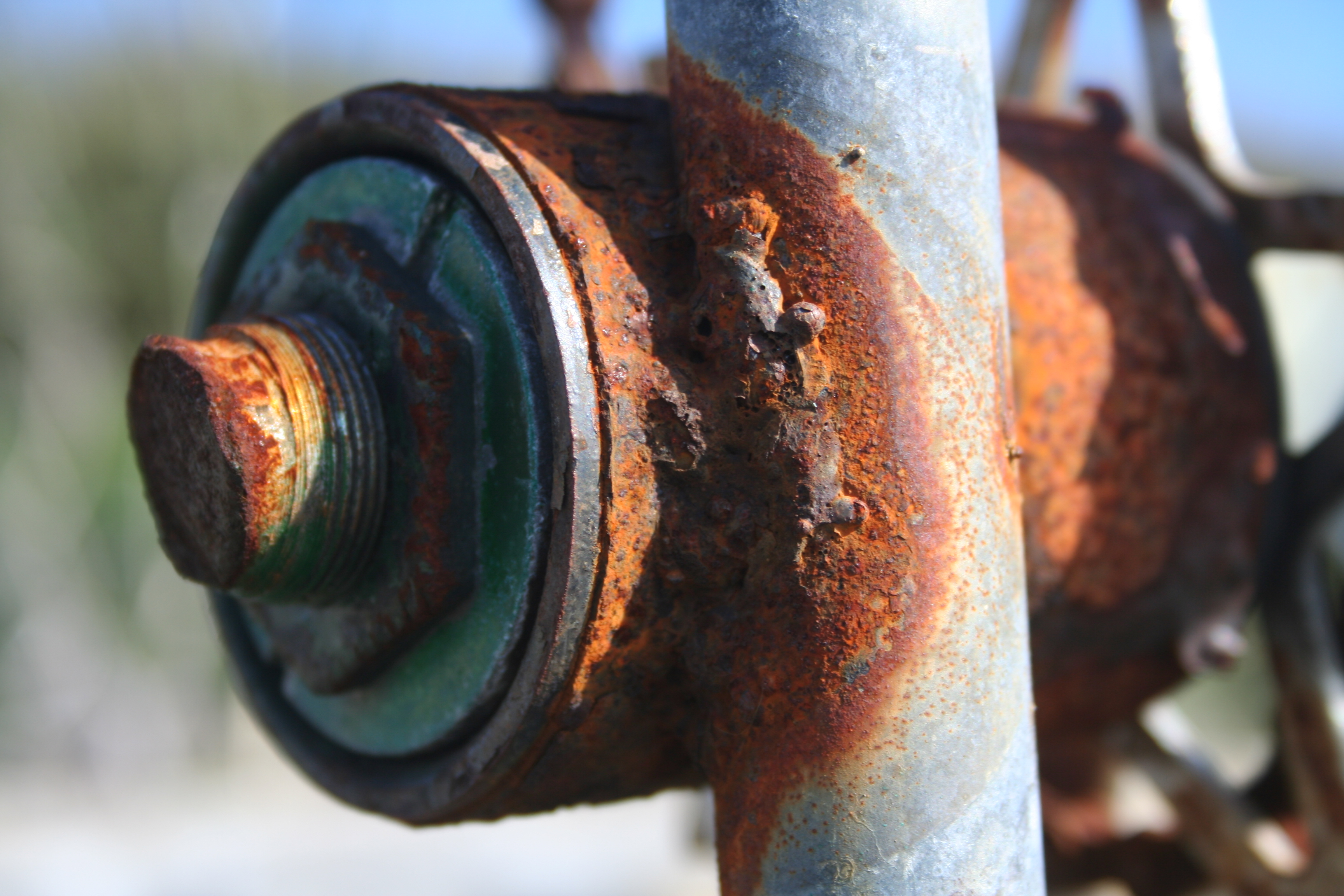
Reaktionen då järn rostar är ofta långsam.

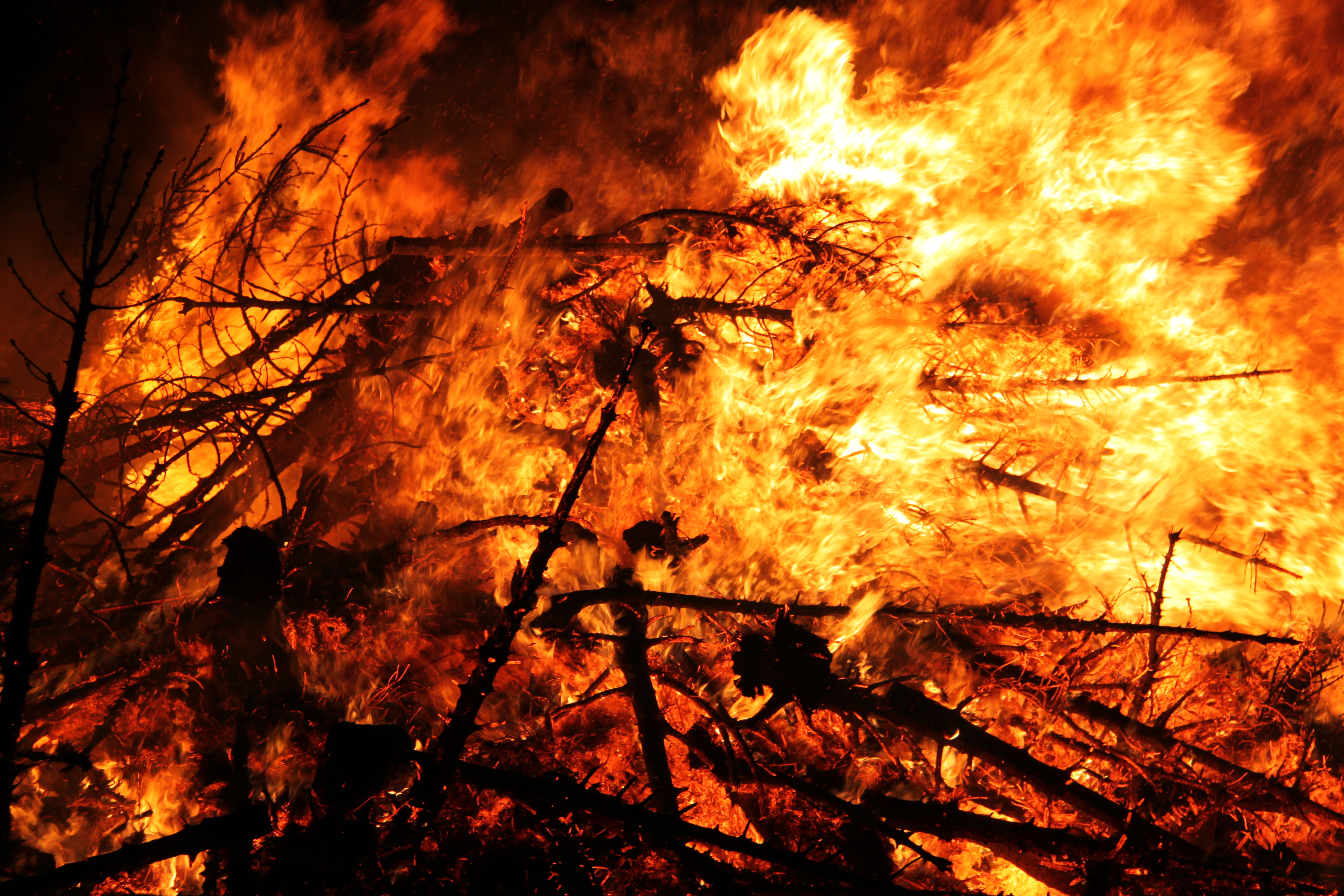
Förbränning av trä har ofta en hög reaktionshastighet.

Reaktionshastighet är hastigheten med vilken ett ämne förbrukas eller bildas i en  kemisk reaktion. Reaktionshastigheten mäts oftast i mol·dm-3.s-1 eller M.s-1. där M är molar. I ett slutet system med konstant volym och enbart en reaktion blir reaktionshastigheten lika med ändringen av ämnets koncentration per tidsenhet. 
Man kan då skriva:
{\displaystyle reaktionshastighet={\frac {d[A]}{dt}}}
Där d[A] står för förändringen i koncentration mellan de tidpunkter t1 och t2 då mätning av koncentrationer skett (dt = t2 - t1).
Det finns flera faktorer som påverkar reaktionshastigeheten för en kemisk reaktion. En av dessa är koncentrationen av ämnena som reagerar med varandra (reaktanterna), är koncentrationen högre så blir reaktionshastigheten högre:
{\displaystyle reaktionshastighet\propto koncentration}
Temperaturen påverkar också, ju högre temperatur desto lättare är det för reaktanterna att reagera med varandra och reaktionshastigheten blir högre. Högre temperaturer ger en högre kollisionsenergi:
{\displaystyle reaktionshastighet\propto kollisionsenergi}
Hur väl blandade reaktanterna är har betydelse, ju större ytan mellan ämnena är desto snabbare blir reaktionshastigheten eftersom kollisionsfrekvensen (hur ofta ämnena kolliderar) då ökar, när det gäller lösningar kan det till exempel hjälpa att röra om i blandningen för att öka reaktionshastigheten.
{\displaystyle reaktionshastighet\propto kollisionsfrekvens}
Inverkan av en katalysator är också viktig.
Allteftersom tiden går kommer reaktionshastigheten ändras eftersom reaktanterna används upp - koncentrationen ändras. På bilden nedan illustreras detta:

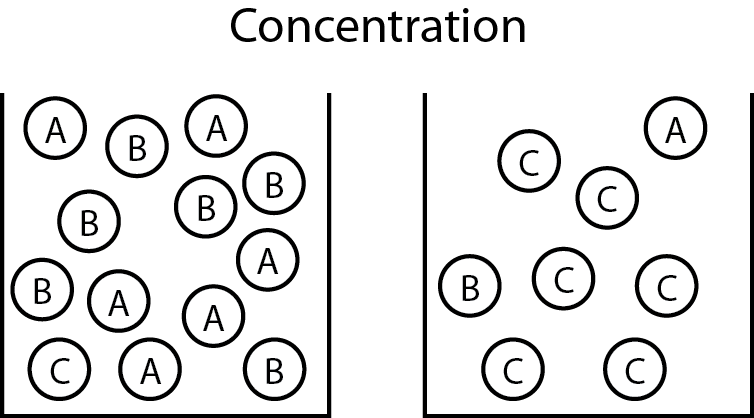
A och B är reaktanterna och C står för produkten.